# Commelina ramosissima
Commelina ramosissima är en himmelsblomsväxtart som beskrevs av López-ferr., Espejo och Ceja. Commelina ramosissima ingår i släktet himmelsblommor, och familjen himmelsblomsväxter. Inga underarter finns listade.